# Saba Anglana
Saba Anglana (Mogadiscio, 17 novembre 1970) è una cantante e attrice italiana di origine somala.

## Biografia
Saba Anglana nasce a Mogadiscio, in Somalia, il 17 novembre del 1970 da padre italiano e da madre etiope.
Nella capitale somala trascorre l'infanzia fino all'età di cinque anni, nel 1975, quando il regime di Mohammed Siad Barre, sospettando la sua famiglia di spionaggio, li costringe ad abbandonare il paese e a riparare in Italia, stabilendosi a Roma. 
Ottenuta la maturità scientifica, Saba consegue la laurea presso l'Università La Sapienza, nell'indirizzo di "Storia dell'Arte".
Trasferitasi a Napoli, recita nel telefilm La squadra, successivamente lavora in teatro e ottiene il ruolo di doppiatrice nel film Totò Sapore.
Nel 2006 incide l'album Jidka (The Line), cantato in lingua somala e in inglese. L'album esce in 60 paesi tra cui Francia, Stati Uniti, Giappone, Italia. 
Saba Anglana ha all'attivo numerosi concerti in Italia e all'estero: ricordiamo tra i tanti The earth Nat Geo, tenutosi il 22 aprile 2008 in Piazza del Campidoglio a Roma, insieme a Nidi D’Arac, Cesária Évora e altri artisti di fama mondiale.
Saba Anglana coltiva anche la scrittura: nel dicembre 2007 è uscito un suo racconto nella serie Made in Italy, sul quotidiano il manifesto.
Il secondo album, Biyo, è stato pubblicato a febbraio del 2010 e nello stesso anno è entrato nella Top 10 della European top chart of world music
Nel 2012 esce il suo terzo album, Life Changanyisha, registrato in Tanzania e cantato in swahili: nel disco ha collaborato anche con alcuni musicisti tanzaniani e con Thomas Gobena dei Gogol Bordello.
Nel 2019 recita con Marco Paolini in  Nel tempo degli dei, per la regia di Gabriele Vacis, rivisitazione in chiave moderna del mito di Ulisse.
Nel 2024 pubblica il libro La signora meraviglia per Sellerio Editore, in cui l'autrice racconta la sua saga familiare tra la ricerca delle sue origini e il suo muoversi in un Italia in trasformazione. L'opera è tra le dodici finaliste del Premio Strega 2025.

## Discografia
- Jidka (The Line) (2006)
- Biyo (2010)
- Life Changanyisha (2012)
- Ye Katama Hod (2015)

## Filmografia

### Attrice
- La squadra (2001-2002-2003) nel ruolo dell'agente Katia Ricci
- Boys (2021)

### Doppiatrice
- Totò Sapore e la magica storia della pizza (2003), voce di Confiance